# Futura Volley Giovani 2021-2022
Questa voce raccoglie le informazioni riguardanti la Futura Volley Giovani nelle competizioni ufficiali della stagione 2021-2022.

## Stagione
Nella stagione 2021-22 la Futura Volley Giovani assume la denominazione sponsorizzata di Futura Volley Giovani Busto Arsizio.
Partecipa per la terza volta alla Serie A2 chiudendo il girone A della regular season di campionato al quarto posto in classifica; nei play-off promozione viene eliminata ai quarti di finale dal Talmassons.
Grazie al quarto posto in classifica al termine del girone di andata della regular season partecipa alla Coppa Italia di Serie A2; superati i quarti di finale a tavolino, viene sconfitta in semifinale dalla Millenium Brescia.

## Organigramma
Area direttiva
- Presidente: Franco Forte
- Presidente onorario: Raffaele Forte
- Team Manager: Beatrice Francesconi

Area tecnica
- Allenatore: Matteo Lucchini
- Allenatore in seconda: Mauro Tettamanti

## Rosa
| N° | Nome               | Ruolo | Data di nascita   | Nazionalità sportiva |
| -- | ------------------ | ----- | ----------------- | -------------------- |
| 1  | Erblira Bici       | O     | 27 giugno 1995    | Albania              |
| 2  | Maia Monaco        | C     | 12 luglio 2006    | Italia               |
| 3  | Maria Teresa Bassi | S     | 28 settembre 2002 | Italia               |
| 5  | Giulia Angelina    | S     | 26 febbraio 1997  | Italia               |
| 6  | Letizia Badini     | P     | 4 giugno 2005     | Italia               |
| 7  | Martina Morandi    | S     | 16 gennaio 2002   | Italia               |
| 8  | Giuditta Lualdi    | C/O   | 13 settembre 1995 | Italia               |
| 9  | Ilaria Demichelis  | P     | 27 agosto 1987    | Italia               |
| 10 | Benedetta Sartori  | C     | 14 aprile 2001    | Italia               |
| 11 | Chiara Landucci    | C     | 22 maggio 2002    | Italia               |
| 12 | Federica Biganzoli | S     | 5 novembre 1987   | Italia               |
| 14 | Silvia Sormani     | L     | 20 maggio 2003    | Italia               |
| 15 | Luisa Casillo      | C     | 8 luglio 1988     | Italia               |
| 17 | Barbara Garzonio   | L     | 31 ottobre 1992   | Italia               |

## Mercato
| Acquisti | Acquisti           | Acquisti          | Acquisti   |
| R.       | Nome               | da                | Modalità   |
| -------- | ------------------ | ----------------- | ---------- |
| S        | Giulia Angelina    | Millenium Brescia | definitivo |
| S        | Maria Teresa Bassi | Club Italia       | definitivo |
| O        | Erblira Bici       | Cuneo Granda      | definitivo |
| S        | Federica Biganzoli | Millenium Brescia | definitivo |
| C        | Luisa Casillo      | Sicilia           | definitivo |
| P        | Ilaria Demichelis  | Marsala           | definitivo |
| C        | Chiara Landucci    | Anderlini         | definitivo |
| S        | Martina Morandi    | Pro Victoria      | definitivo |

| Cessioni | Cessioni              | Cessioni      | Cessioni   |
| R.       | Nome                  | a             | Modalità   |
| -------- | --------------------- | ------------- | ---------- |
| S        | Federica Carletti     | Pinerolo      | definitivo |
| C        | Laura Frigo           | FoCoL Legnano | definitivo |
| O        | Rebecca Latham        | IBK Altos     | definitivo |
| P        | Anna Lualdi           | Alba          | definitivo |
| S        | Francesca Michieletto | Helvia Recina | definitivo |
| P        | Cecilia Nicolini      | Talmassons    | definitivo |
| S        | Elisa Vecerina        | Garlasco      | definitivo |
| C        | Martina Veneriano     | Alba          | definitivo |
| S        | Serena Zingaro        | Lecco Picco   | definitivo |

## Risultati

### Serie A2

#### Girone di andata
| 1ª Giornata - 10 ottobre 2021 Palazzetto dello Sport, San Giovanni in Marignano | Adolfo Consolini | 1 - 3 | Futura Giovani    | 25-22, 20-25, 21-25, 20-25        |
| 2ª Giornata - 16 ottobre 2021 PalaBorsani, Castellanza                          | Futura Giovani   | 2 - 3 | Millenium Brescia | 16-25, 25-16, 23-25, 25-14, 12-15 |
| 3ª Giornata - 24 ottobre 2021 PalaBorsani, Castellanza                          | Futura Giovani   | 3 - 0 | Altino            | 25-22, 25-23, 25-23               |
| 4ª Giornata - 1º dicembre 2021 PalaMoncada, Porto Empedocle                     | Aragona          | 1 - 3 | Futura Giovani    | 14-25, 15-25, 27-25, 20-25        |
| 6ª Giornata - 6 novembre 2021 PalaFontescodella, Macerata                       | Helvia Recina    | 3 - 2 | Futura Giovani    | 17-25, 25-21, 25-12, 18-25, 20-18 |
| 7ª Giornata - 13 novembre 2021 PalaBorsani, Castellanza                         | Futura Giovani   | 1 - 3 | Academy Sassuolo  | 26-24, 20-25, 18-25, 35-37        |
| 8ª Giornata - 17 novembre 2021 PalaCosta, Ravenna                               | Olimpia Teodora  | 2 - 3 | Futura Giovani    | 20-25, 30-28, 22-25, 25-15, 13-15 |
| 9ª Giornata - 21 novembre 2021 PalaBorsani, Castellanza                         | Futura Giovani   | 3 - 1 | Marsala           | 17-25, 25-18, 25-13, 25-20        |
| 10ª Giornata - 28 novembre 2021 PalaBorsani, Castellanza                        | Futura Giovani   | 2 - 3 | Hermaea           | 25-12, 25-16, 21-25, 13-25, 10-15 |
| 11ª Giornata - 5 dicembre 2021 PalaIaquaniello, Sant'Elia Fiumerapido           | Assitec          | 0 - 3 | Futura Giovani    | 25-27, 23-25, 22-25               |

#### Girone di ritorno
| 12ª Giornata - 9 febbraio 2022 PalaBorsani, Castellanza                | Futura Giovani    | 1 - 3 | Adolfo Consolini | 20-25, 21-25, 25-21, 21-25        |
| 13ª Giornata - 16 febbraio 2022 PalaGeorge, Montichiari                | Millenium Brescia | 3 - 0 | Futura Giovani   | 25-17, 25-21, 25-23               |
| 14ª Giornata - 3 febbraio 2022 Palazzetto dello Sport, Lanciano        | Altino            | 0 - 3 | Futura Giovani   | 17-25, 15-25, 20-25               |
| 15ª Giornata - 16 gennaio 2022 PalaBorsani, Castellanza                | Futura Giovani    | 3 - 0 | Aragona          | 25-22, 25-21, 25-22               |
| 17ª Giornata - 30 gennaio 2022 PalaBorsani, Castellanza                | Futura Giovani    | 3 - 0 | Helvia Recina    | 25-15, 25-23, 25-21               |
| 18ª Giornata - 6 febbraio 2022 Palestra Santissima Consolata, Sassuolo | Academy Sassuolo  | 3 - 0 | Futura Giovani   | 25-22, 25-16, 25-21               |
| 19ª Giornata - 12 febbraio 2022 PalaBorsani, Castellanza               | Futura Giovani    | 2 - 3 | Olimpia Teodora  | 25-14, 25-16, 20-25, 18-25, 12-15 |
| 20ª Giornata - 20 febbraio 2022 PalaBellina, Marsala                   | Marsala           | 1 - 3 | Futura Giovani   | 25-27, 16-25, 25-20, 20-25        |
| 21ª Giornata - 27 febbraio 2022 Geopalace, Olbia                       | Hermaea           | 2 - 3 | Futura Giovani   | 25-15, 20-25, 26-24, 22-25, 20-22 |
| 22ª Giornata - 6 marzo 2022 PalaBorsani, Castellanza                   | Futura Giovani    | 3 - 0 | Assitec          | 25-22, 25-15, 25-22               |

#### Play-off promozione
| Ottavi di finale (gara 1) - 20 marzo 2022 PalaBorsani, Castellanza                   | Futura Giovani      | 3 - 0 | Montecchio Maggiore | 25-20, 25-20, 25-21               |
| Ottavi di finale (gara 2) - 23 marzo 2022 PalaCollodi, Montecchio Maggiore           | Montecchio Maggiore | 2 - 3 | Futura Giovani      | 23-25, 23-25, 26-24, 25-17, 13-15 |
| Quarti di finale (gara 1) - 3 aprile 2022 Palazzetto dello Sport, Lignano Sabbiadoro | Talmassons          | 3 - 0 | Futura Giovani      | 25-14, 25-21, 25-20               |
| Quarti di finale (gara 2) - 9 aprile 2022 PalaBorsani, Castellanza                   | Futura Giovani      | 1 - 3 | Talmassons          | 15-25, 21-25, 25-16, 17-25        |

### Coppa Italia di Serie A2
| Ottavi di finale - 13 dicembre 2021 PalaBorsani, Castellanza                     | Futura Giovani    | 3 - 0 | Alba           | 25-18, 25-21, 25-14 |
| Quarti di finale - 22 dicembre 2021 Palazzetto dello Sport, Villafranca Piemonte | Pinerolo          | 0 - 3 | Futura Giovani | 0-25, 0-25, 0-25    |
| Semifinali - 30 dicembre 2021 PalaGeorge, Montichiari                            | Millenium Brescia | 3 - 0 | Futura Giovani | 25-18, 25-17, 25-20 |

## Statistiche

### Statistiche di squadra
| Competizione             | Punti | In casa | In casa | In casa | In trasferta | In trasferta | In trasferta | Totale | Totale | Totale |
| Competizione             | Punti | G       | V       | P       | G            | V            | P            | G      | V      | P      |
| ------------------------ | ----- | ------- | ------- | ------- | ------------ | ------------ | ------------ | ------ | ------ | ------ |
| Serie A2                 | 38    | 12      | 6       | 6       | 12           | 8            | 4            | 24     | 14     | 10     |
| Coppa Italia di Serie A2 | -     | 1       | 1       | 0       | 2            | 1            | 1            | 3      | 2      | 1      |
| Totale                   | -     | 13      | 7       | 6       | 14           | 9            | 5            | 27     | 16     | 11     |

G = partite giocate; V = partite vinte; P = partite perse 

### Statistiche dei giocatori
| Giocatore     | Serie A2 | Serie A2 | Serie A2 | Serie A2 | Serie A2 | Coppa Italia di Serie A2 | Coppa Italia di Serie A2 | Coppa Italia di Serie A2 | Coppa Italia di Serie A2 | Coppa Italia di Serie A2 | Totale | Totale | Totale | Totale | Totale |
| Giocatore     | P        | PT       | AV       | MV       | BV       | P                        | PT                       | AV                       | MV                       | BV                       | P      | PT     | AV     | MV     | BV     |
| ------------- | -------- | -------- | -------- | -------- | -------- | ------------------------ | ------------------------ | ------------------------ | ------------------------ | ------------------------ | ------ | ------ | ------ | ------ | ------ |
| G. Angelina   | 22       | 342      | 293      | 34       | 14       | 2                        | 33                       | 27                       | 5                        | 1                        | 24     | 375    | 320    | 39     | 15     |
| L. Badini     | 13       | 1        | 0        | 0        | 1        | 1                        | 0                        | 0                        | 0                        | 0                        | 14     | 1      | 0      | 0      | 1      |
| M. Bassi      | 19       | 66       | 40       | 18       | 8        | -                        | -                        | -                        | -                        | -                        | 19     | 66     | 40     | 18     | 8      |
| E. Bici       | 24       | 446      | 388      | 25       | 33       | 2                        | 19                       | 13                       | 1                        | 5                        | 26     | 465    | 401    | 26     | 38     |
| F. Biganzoli  | 24       | 163      | 126      | 12       | 23       | 0                        | 0                        | 0                        | 0                        | 0                        | 24     | 163    | 126    | 12     | 23     |
| L. Casillo    | 13       | 85       | 55       | 22       | 8        | 2                        | 10                       | 6                        | 4                        | 0                        | 15     | 95     | 61     | 26     | 8      |
| I. Demichelis | 24       | 68       | 27       | 32       | 9        | 2                        | 3                        | 1                        | 1                        | 1                        | 26     | 71     | 28     | 33     | 10     |
| B. Garzonio   | 24       | 0        | 0        | 0        | 0        | 2                        | 0                        | 0                        | 0                        | 0                        | 26     | 0      | 0      | 0      | 0      |
| C. Landucci   | 8        | 10       | 6        | 3        | 1        | 0                        | 0                        | 0                        | 0                        | 0                        | 8      | 10     | 6      | 3      | 1      |
| G. Lualdi     | 19       | 172      | 128      | 33       | 11       | 2                        | 18                       | 17                       | 0                        | 1                        | 21     | 190    | 145    | 33     | 12     |
| M. Monaco     | 1        | 0        | 0        | 0        | 0        | -                        | -                        | -                        | -                        | -                        | 1      | 0      | 0      | 0      | 0      |
| M. Morandi    | 12       | 2        | 2        | 0        | 0        | 1                        | 1                        | 1                        | 0                        | 0                        | 13     | 3      | 3      | 0      | 0      |
| B. Sartori    | 22       | 196      | 142      | 43       | 11       | 2                        | 9                        | 7                        | 2                        | 0                        | 24     | 205    | 149    | 45     | 11     |
| S. Sormani    | 13       | 0        | 0        | 0        | 0        | 1                        | 0                        | 0                        | 0                        | 0                        | 14     | 0      | 0      | 0      | 0      |

P = presenze; PT = punti totali; AV = attacchi vincenti; MV = muri vincenti; BV = battute vincenti